# Simon van Dorp
Simon van Dorp (Amsterdam, 10 april 1997) is een Nederlandse roeier. Hij haalde samen met Koen Metsemakers, Tone Wieten en Finn Florijn op de Europese Kampioenschappen van 2023 in Bled zilver in de dubbel-vier en won in 2023 bij de Wereldkampioenschappen in Belgrado weer zilver, dit keer in de skiff. Hij haalde bij de Olympische Spelen van 2024 in Parijs brons in de skiff.

## Levensloop
Van Dorp studeerde politieke economie aan de Universiteit van Washington, waar hij ook roeide. Hij werd toen hij in Nederland terug was gekomen  in de Nederlandse acht opgenomen, waarmee hij op de Wereldkampioenschappen in het Oostenrijkse Ottensheim in 2019 een zilveren medaille wist te winnen. De Nederlandse acht met Van Dorp haalde op de Olympische Spelen van 2020 in Tokio de vijfde plaats. Die Olympische Spelen waren vanwege de coronapandemie een jaar uitgesteld en werden in 2021 gehouden. In 2023 zat hij eerst in de dubbelvier, die tweede werd op de Europese kampioenschappen in Bled, Slovenië, maar voor het WK in Belgrado enkele maanden later werd hij in die vier vervangen door Lennart van Lierop en werd Van Dorp in de skiff geplaatst. Dit internationaal skiffdebuut eindigde succesvol voor Van Dorp met een zilveren medaille. Hij eindigde alleen achter de meervoudig wereldkampioen Oliver Zeidler. Daarmee droeg Van Dorp bij aan het grote succes dat dit WK voor TeamNL werd met negen medailles (zes goud, drie zilver) algeheel boven Engeland eindigde (zes goud, een zilver, twee brons).
Bij de Olympische Spelen van 2024 in Parijs behaalde Van Dorp de bronzen medaille in de skiff. Lang wist hij in het spoor te blijven van de uiteindelijke kampioen, wereldkampioen Oliver Zeidler, maar de strijd om het goud kostte Van Dorp op het laatst toch ook nog zijn tweede plek.

## Resultaten

### Olympische Zomerspelen
| Jaar | Plaats | Resultaten    |
| ---- | ------ | ------------- |
| 2021 | Tokio  | 5e in de acht |
| 2024 | Parijs | in de skiff   |

### Wereldkampioenschappen roeien
| Jaar | Plaats     | Resultaten           |
| ---- | ---------- | -------------------- |
| 2019 | Ottensheim | in de acht           |
| 2022 | Račice     | 4e in de dubbel-vier |
| 2023 | Belgrado   | in de skiff          |

### Europese kampioenschappen roeien
| Jaar | Plaats  | Resultaten       |
| ---- | ------- | ---------------- |
| 2018 | Glasgow | in de acht       |
| 2020 | Varese  | in de acht       |
| 2021 | Poznań  | in de acht       |
| 2023 | Bled    | in de dubbelvier |
| 2025 | Plovdiv | in de dubbelvier |